# Crater Lake nationalpark
Crater Lake nationalpark ligger i delstaten Oregon i USA och fick status som nationalpark 22 maj 1902.  
Områdets centralpunkt är sjön Crater Lake som bildats i en kaldera. Vattnet är klarblått och sjön är 592 meter djup, vilket gör den till den djupaste sjön i USA.
Kratern bildades för 7 700 år sedan då Mount Mazama, en då aktiv vulkan, kollapsade. Sjön saknar både till- och frånflöde och får sin vattentillförsel framför allt från snön. Det faller i genomsnitt 13 meter snö per år.
I sjöns ena kant ligger ön Wizard Island.